# 東寧 (大字)
東寧，是臺灣屏東縣九如鄉的一個傳統地域名稱，位於該鄉東部。相較於今日行政區，其範圍大致包括東寧村北大半部不含西北部邊界地帶及北部邊界地帶中偏東段及東部邊界地帶中偏北段、後庄村東南端，以及鹽埔鄉的洛陽村西部南北兩個凸出部分的西端。
本地區境內主要聚落為東寧、林仔頭。

## 歷史
台灣日治初期，東寧地區為一街庄，稱為「東寧庄」（舊制街庄），隸屬於港西上里。該庄昔日北與後庄為鄰，東邊及南邊隔武洛溪與彭厝庄為界，西邊為九塊厝庄。
1901年（日治明治三十四年）11月11日，全台廢縣廳改設二十廳，該庄隸屬於阿猴廳。1904年（明治三十七年）4月15日，該庄編入「九塊厝區」，隸屬於阿猴廳。1905年（明治三十八年）4月1日，阿猴廳改稱「阿緱廳」。1909年（明治四十二年）10月25日，全台合併二十廳為十二廳，九塊厝區仍隸屬於阿緱廳。1920年（大正九年）10月1日，全台地方制度大改正，廢十二廳改設五州二廳，該庄改制為「東寧」大字，隸屬於高雄州屏東郡九塊庄（新制街庄）。
戰後九塊庄改制為九塊鄉，隸屬於高雄縣，大字亦改制為村。1946年（民國35年）4月，九塊鄉劃入省轄屏東市，同時改制並改名為九如區，村亦改制為里。1950年（民國39年）10月1日，高、屏分治，九如區改制為九如鄉，並改隸屬於屏東縣，里亦改制為村。

## 聚落
本地區發展較早的聚落為東寧、林仔頭，在日治初期的官方地圖上已有記載。

## 交通
國道3號又稱「福爾摩沙高速公路」，是貫穿台灣西部的兩條縱向高速公路之一，經過本地區東北部，其中南側路段設有平面側車道（縣道187丙線）。最近的交流道為北側省道台3線交會處的九如交流道。由此可快速前往國道3號沿線各地。
省道台3線俗稱「內山公路」，是臺北至屏東的幹道，經過本地區西部邊界地帶暨林仔頭聚落。由該道路北行可前往里港鄉、高雄市美濃區/旗山區邊界地帶、旗山區、內門區、臺南市南化區等地；南行可前往屏東市，並止於省道台1線路口。
縣道187丙線是過田至大埔的道路，在本地區路段為國道3號的平面側車道，經過本地區東北部。由該道路西北行可前往後庄地區，並止於省道台3線路口；東南行可前往鹽埔鄉西南端、九如鄉東南部凸出部分、長治鄉、麟洛鄉東北端、內埔鄉等地。
鄉道屏13線是里港至東寧的道路，其南側端點（終點）位於本地區中部略偏西北、東寧聚落的鄉道屏18線路口。
鄉道屏18線是搭樓至彭厝的道路，經過本地區的東寧聚落。